# Euphorbia jejuna
Euphorbia jejuna — вид рослин із родини молочайних (Euphorbiaceae), зростає у Техасі й північно-східній Мексиці.

## Опис
Це багаторічна трава заввишки 5–15 см. Стрижневий корінь дерев'янистий або волокнисто-м'ясистий, крилоподібний, розгалужений або бульбоподібний, товщиною 3–15 мм. Стебла від висхідних до прямовисних, голі. Листки супротивні, округло-зворотно-яйцеподібні, яйцеподібні або еліптичні, 3–6(8) × 1.8–5 мм; основа помірно асиметрична, від округлої до усіченої; краї цілі, верхівка від тупої до гострої, поверхні голі. Квітки жовто-зелені. Період цвітіння й плодоношення: рання весна — літо. Коробочки яйцеподібні та широко трикутні, 1.8–2.2(2.7) × 1.5–2.1 мм, голі. Насіння білувате, довгасте, чотирикутне в перерізі, адаксіальні грані увігнуті, 1.5–2(2.3) × 0.6–0.8 мм, з ямочками зі слабкими неправильними поперечними зморшками або з до 10 низькими, округлими поперечними гребенями.

## Поширення
Зростає у Техасі й північно-східній Мексиці. Населяє тонкі вапняні ґрунти на вапнякових пагорбах; на висотах 500–900 метрів.